# Bernardino León
Bernardino León Gross (Málaga; 20 de octubre de 1964) es un político y diplomático español. En la actualidad es presidente de la Escuela Diplomática de Emiratos Árabes Unidos.
León Gross está especializado en la política del Mediterráneo y del mundo árabe, y ha estado destinado en las embajadas españolas de Liberia, Argel y Grecia. Entre 2004 y 2008 fue secretario de Estado de Asuntos Exteriores en el primer Gobierno de José Luis Rodríguez Zapatero, y entre 2008 y 2011, secretario general de la Presidencia del Gobierno.  
Posteriormente fue representante de la Unión Europea para el Mediterráneo Sur (2011-2014) y representante especial del Secretario General de la ONU para Libia, así como jefe de la Misión de Apoyo de Naciones Unidas en Libia (2014-2015). 
Ha publicado trabajos sobre temas del mundo árabe y su relación con Occidente y ha impartido conferencias al respecto en distintas universidades.

## Biografía
León es hijo de Bernardino León Díaz, antiguo gerente de la Empresa Municipal de Aguas de Málaga y fotógrafo naturalista, y de Cristina Gross, descendiente de inmigrantes alemanes.
Está casado con Regina Reyes Gallur desde 1994, compañera en la Facultad de Derecho, y tienen tres hijos en común.
León estudió en el colegio Jesuita San Estanislao de Kostka de Málaga.
Es Licenciado en Derecho por la Universidad de Málaga, donde estuvo vinculado al departamento de Derecho Internacional al frente del cual estaba el catedrático Alejandro J. Rodríguez Carrión, al que León considera uno de sus maestros.
Se diplomó en Estudios Internacionales en el Centro de Estudios Internacionales de la Universidad de Barcelona (1988) y cursó también estudios de relaciones internacionales en el King’s College de Londres y La Sorbona en París. Ingresó en la carrera diplomática en 1989.

## Carrera profesional
Desde el inicio su trayectoria profesional ha estado muy centrada en negociaciones, en diferentes escenarios internacionales. A principios de los 90 realizó distintas misiones especiales en el África Subsahariana durante la guerra civil en Liberia, en Sierra Leona y las crisis de Zaire y Libia y en 1997, en Ruanda y Burundi, donde negoció en nombre del Gobierno Español el establecimiento de una investigación independiente tras el asesinato de tres cooperantes españoles.
Fue Jefe del Servicio de Coordinación en el Gabinete del Secretario de Estado de Cooperación Internacional y para Iberoamérica entre (1989-1990), asumió la Segunda Jefatura de la Embajada de España en Liberia (1990-1991), jefe de Gabinete del presidente de la Comisión Nacional del V centenario (1991-1992), cónsul de España en Argel (1992-1995) y ministro consejero en la Embajada de España en Atenas (1995-1998).
Desde 1998 hasta 2001 fue jefe de Gabinete y portavoz del representante especial de la UE para el Proceso de Paz de Oriente Próximo, Miguel Ángel Moratinos puesto que deja para asumir la dirección de la Fundación hispano-marroquí "Tres Culturas" (2001-2004).
En 2004 fue nombrado Secretario de Estado de Asuntos Exteriores y para Iberoamérica de España (desde 2006 únicamente de Asuntos Exteriores) y en 2008 pasó a ocupar el cargo de Secretario general de la Presidencia del Gobierno, siendo el principal asesor en política exterior del jefe del ejecutivo español, José Luis Rodríguez Zapatero. Durante esta etapa, León se ocupó, entre otras cuestiones, de negociar la incorporación de España al G-20 y aumentó su prestigio internacional como negociador.
En 2005 un grupo humorístico llamado «Grupo Risa» se hizo pasar por Zapatero en una broma telefónica a Evo Morales. Gracias a esta broma radiofónica se conoció que el Gobierno español se había comprometido, con Bernardino León, número dos de Moratinos, a doblar las ayudas a Bolivia si ganaba Morales.
En 2011 fue nombrado Representante Especial de la Unión Europea para la región del Mediterráneo Sur, propuesto por Catherine Ashton. Este nombramiento fue la respuesta comunitaria a la Primavera Árabe, dentro del intento de la UE por recuperar la iniciativa en la región mediterránea ante los profundos cambios políticos que han tenido lugar. León se ha centrado en el diálogo europeo con los países árabes que iniciaron su transición hacia la democracia o que se han abierto a reformas profundas, entre ellos Túnez, Jordania o Marruecos.
En agosto de 2014, León fue nombrado Subsecretario General de Naciones Unidas, como representante del Secretario General de la ONU para Libia. Un puesto que, con el aval del Consejo de Seguridad, lleva aparejada la jefatura de la Misión de Apoyo de las Naciones Unidas en Libia (UNSMIL), cargo que asumió desde el 1 de septiembre en sustitución del libanés Tarek Mitri. León negoció activamente la formación de un Gobierno de Acuerdo Nacional que pusiera fin a la guerra civil en la nación africana entre el islamista Congreso General y la liberal Cámara de Representantes de Libia. 

### Controversia con Emiratos Árabes Unidos
En noviembre de 2015, el periódico The Guardian publicó varios correos electrónicos intercambiados entre el diplomático y el gobierno emiratí revelando que León había firmado un contrato laboral con Emiratos Árabes Unidos para trabajar en una nueva escuela diplomática en el país, el cual era uno de los principales aliados internacionales de la Cámara de Representantes libia organismo respaldado por los Emiratos Árabes Unidos y Egipto. El Congreso libio exigió explicaciones a este hecho "que ponía en duda su credibilidad" y le acusaba de "faltar al respeto a las vidas y sacrificios del pueblo libio". Los correos electrónicos fueron obtenidos a partir de hackear el correo personal del diplomático con el fin de acusarlo de parcialidad. “Yo tenía previsto terminar mi mandato en agosto y había planificado trabajar en una academia diplomática de Emiratos Árabes Unidos y también en Estados Unidos. A través de esos correos que me han pirateado y han manipulado, alguien está intentando decir que yo he sido parcial, con la excusa de que Emiratos Árabes Unidos respaldaba al Gobierno de Tobruk. Claro que desde Tobruk también se me acusa de favorecer a Trípoli”.
Ante el clima alcanzado, León, cuyo mandato había expirado hace dos meses pero había sido prolongado por la situación de necesidad, fue sustituido por el diplomático alemán Martin Kobler el cuatro de ese mismo mes.
León admitió que quizás "podría haber hecho las cosas de una forma diferente", en referencia a la búsqueda de un nuevo empleo, pero insistió en que ello no invalidaba la labor de mediación que llevó a cabo en Libia. Señaló que había comenzado a negociar su incorporación una vez ya había confirmado su intención de abandonar su cargo de mediador y utilizando los procedimientos de la ONU para este tipo de situaciones, añadiendo que nadie en la organización había planteado inconvenientes. 
El portavoz del secretario general de la ONU, Ban Ki-moon Stpéphane Dujarric recordó que el diplomático español había sido criticado por los dos bandos en el conflicto libio y defendió su gestión: "El trabajo que ha hecho (León) habla por sí mismo". Dujarric añadió que la ONU no comenta esas críticas, y destacó la necesidad de que los distintos bandos libios avancen hacia un acuerdo político que ponga fin a ese conflicto armado.

### Otras actividades
León ha traducido al español varios textos sobre las relaciones entre Israel y los países árabes, tales como  El Muro de Hierro de Avi Shlaim (Editorial Almed - 2003) o el ensayo sobre el tratamiento del Islam en los medios de comunicación Cubriendo el Islam, de Edward Said (Editorial Debate–Random House Mondadori - 2005).
El músico Daniel Barenboim, el escritor Edward Said y la Junta de Andalucía le encomendaron en 2004 la creación de la Fundación Barenboim-Said para la Música y el Pensamiento dedicada a ambos intelectuales con sede en Sevilla. También dirige el proyecto West-East Divan Orchestra, la orquesta de jóvenes árabes e israelíes con Daniel Barenboim al frente, por la que este y Edward Said recibieron el Premio Príncipe de Asturias de la Concordia en 2002.

## Adscripción política

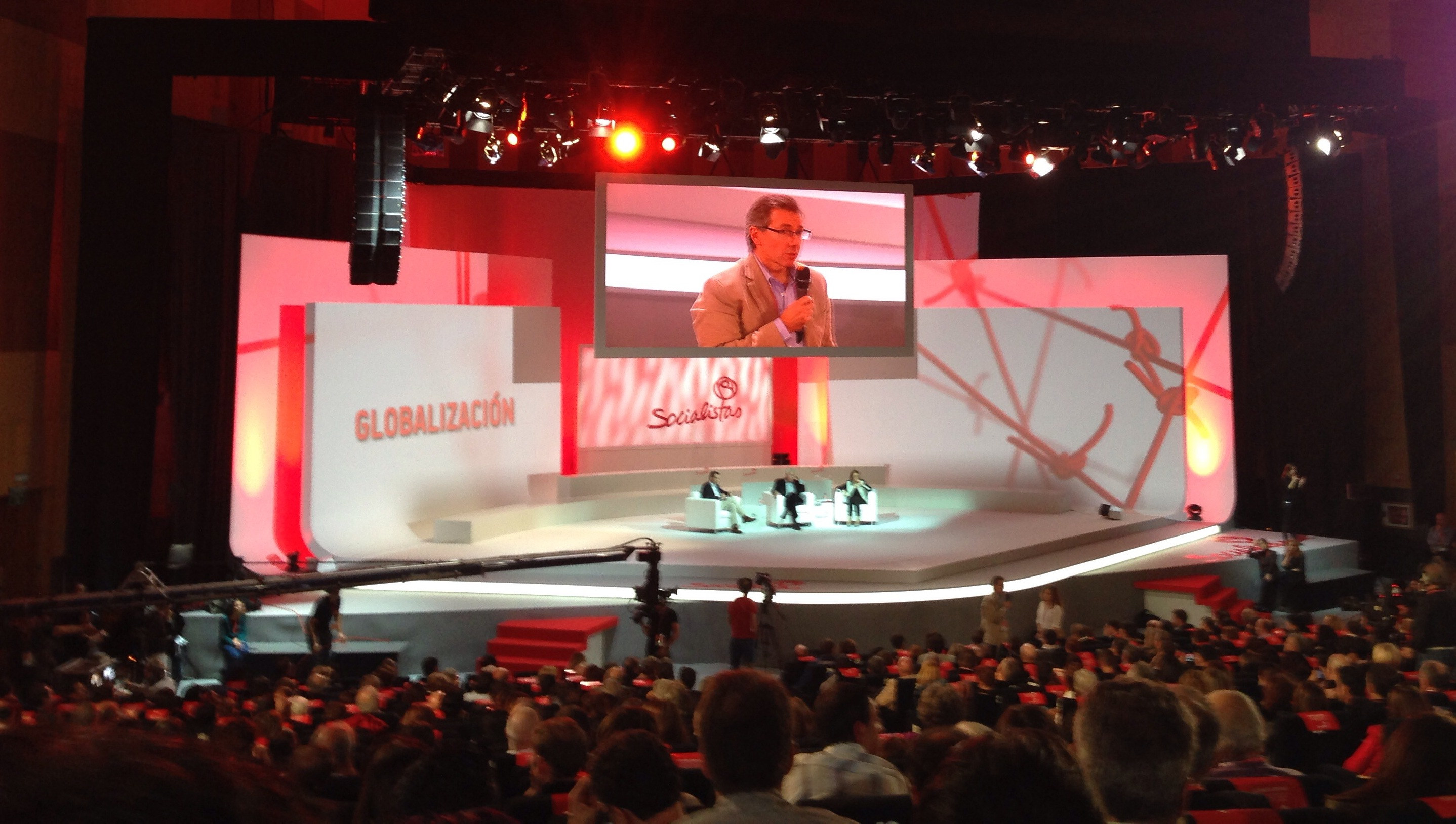
Intervención de Bernardino León en el debate sobre la globalización durante la Conferencia Política del PSOE. Septiembre de 2013

Durante su etapa universitaria encabezó en varias ocasiones la asociación "Estudiantes por el Progreso".Se afilió al PSOE en 1998. Fue elegido Vicesecretario General del PSOE de Málaga en 2008 y Secretario General de la Agrupación Municipal del PSOE de Málaga en 2009, responsabilidad que asumió hasta septiembre de 2014 cuando fue nombrado Representante Especial del Secretario General de la ONU para Libia.
En las primarias celebradas en 2014 para la elección del Secretario General del PSOE, avaló la candidatura de Eduardo Madina.

## Condecoraciones
- Condecorado por el Ministerio de Asuntos Exteriores en tres ocasiones: en 1991, por su labor en Zaire, Libia y Liberia; en 1995, por su trabajo en Argelia, y en 2001, tras dejar Oriente Próximo.
- En 1998 se le otorga la Cruz del Mérito Naval.[19]
- Gran Cruz de la Orden del Libertador San Martín (República Argentina, 10/11/2009).[20]

## Sucesión
| Predecesor: Ramón Gil-Casares                            | Secretario de Estado de Asuntos Exteriores y para Iberoamércia 2004-2006 | Sucesor: Él mismo (Asuntos Exteriores) Trinidad Jiménez (Iberoamérica) |
| Predecesor: Él mismo (Asuntos Exteriores e Iberoamérica) | Secretario de Estado de Asuntos Exteriores 2006-2008                     | Sucesor: Ángel Lossada                                                 |
| Predecesor: Nicolás Martínez-Fresno                      | Secretario general de la Presidencia del Gobierno 2008-2011              | Sucesor: Cristina Latorre Sancho                                       |

- Datos: Q5726617
- Multimedia: Bernardino León / Q5726617